# Teodor-Mircea Vaida
Teodor-Mircea Vaida (n. 12 noiembrie 1939) a fost un deputat român în legislatura 1990-1992 în perioada 18 iunie 1990 - 5 martie 1992, ales în județul Cluj pe listele partidului PNL. Deputatul Teodor-Mircea Vaida a demisionat din Parlament la data de 5 martie 1992 și a fost înlocuit de către deputatul Tiberius Căileanu.